# 越路吹雪
越路 吹雪（こしじ ふぶき、本名：内藤 美保子（ないとう みほこ）、旧姓：河野（こうの）、1924年（大正13年）2月18日 - 1980年（昭和55年）11月7日）は、日本のシャンソン歌手、舞台女優。元宝塚歌劇団の主演男役。
愛称は「コーちゃん」「コッシー」（旧姓から）。
所属レコード会社は日本コロムビア→東芝音楽工業（その後東芝EMIに改称、現：ユニバーサルミュージック）。

## 生涯

### 生い立ち
1924年（大正13年）に東京府東京市麹町区（現：東京都千代田区麹町）に5人きょうだいの3人目として生まれる。両親は山梨県の出身。越路本人は「父親の祖先は山窩の出」と話している。両親が姉の看病に専念するため、越路は山梨の祖父母のもとに預けられた。その後、父が新潟へ転勤し、越路も新潟で下宿した。これが「越路吹雪」の芸名の由来となった（芸名は父親が名づけた）。長野県飯山高等女学校（後の長野県飯山南高等学校・現：長野県飯山高等学校）を中退し、宝塚音楽歌劇学校（現：宝塚音楽学校）に入学した。
子供の頃から歌が好きで、ラジオから流れる曲をよく口ずさんでは当時の流行り歌をたちまち覚えたが、その反面勉強が大嫌いでずる休みすることばかり考えているような子だった。その様子を目にしていた父が、娘に好きな歌を思う存分歌える場所として宝塚歌劇団入団を薦めたのである。

### 宝塚時代

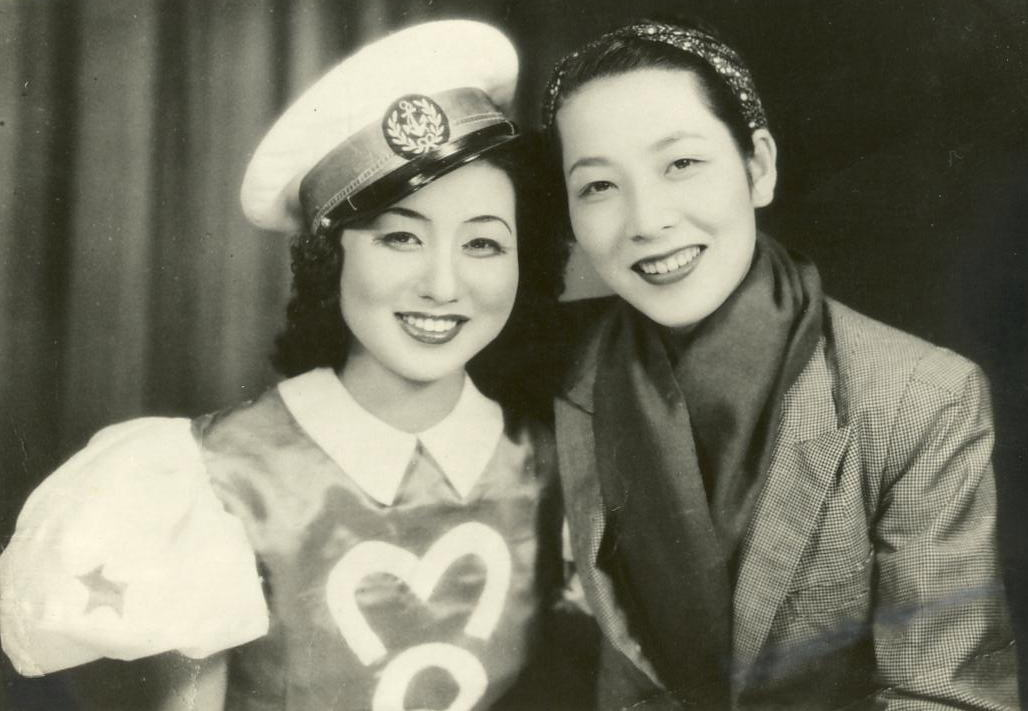
住江みちると越路（1943年）

宝塚歌劇団男役スターとして戦中から戦後にかけて活躍した。宝塚歌劇団27期生。同期生に月丘夢路、乙羽信子、東郷晴子、大路三千緒らがいる。宝塚入団時の成績は93人中73位。「清く正しく美しく」のスローガンで知られる宝塚で越路は喫煙や門限破りをするなど異色の存在であり、「不良少女」というあだ名を付けられた。
1939年（昭和14年）2月、宝塚歌劇団・月組公演「宝塚花物語」で初舞台を踏んだ。この時の役は、たくさんいるたんぽぽの精のうちの1人だった。花組に所属してからは、1943年（昭和18年）の公演「航空母艦」で浪曲師・広沢虎造のものまねをして演じた森の石松が評判となり、この頃から注目を集めるようになる。
1944年（昭和19年）、宝塚大劇場が戦争により閉館するなど戦況が悪化するとともに、先行きを不安視し退団する生徒が続出した。その結果、若手たちが台頭し始めるのだが、その筆頭が越路であった。この直後不良っぽさを漂わせる越路の色気に熱烈な大人のファンがつき花組のトップスターとなった。
終戦後、宝塚が再開した1946年（昭和21年）の第2回花組公演で越路が主演した「ミモザの花」は好評を博し、楽曲は今も宝塚の代表曲のひとつとして歌われている。また「ブギウギ巴里」でレコードデビューし、戦後の宝塚で最大のヒットとなった。
1950年（昭和25年）、宝塚在籍のまま東宝映画「東京の門」「エノケンの天一坊」などに出演。翌年には、第1回帝劇コミック・オペラ「モルガンお雪」に主演。この舞台の主演によって、越路が国産ミュージカル女優第一号となった。同年7月31日、宝塚を退団した。最後に出演した公演の演目は、月組公演「春のおどり」である。

### 歌手として

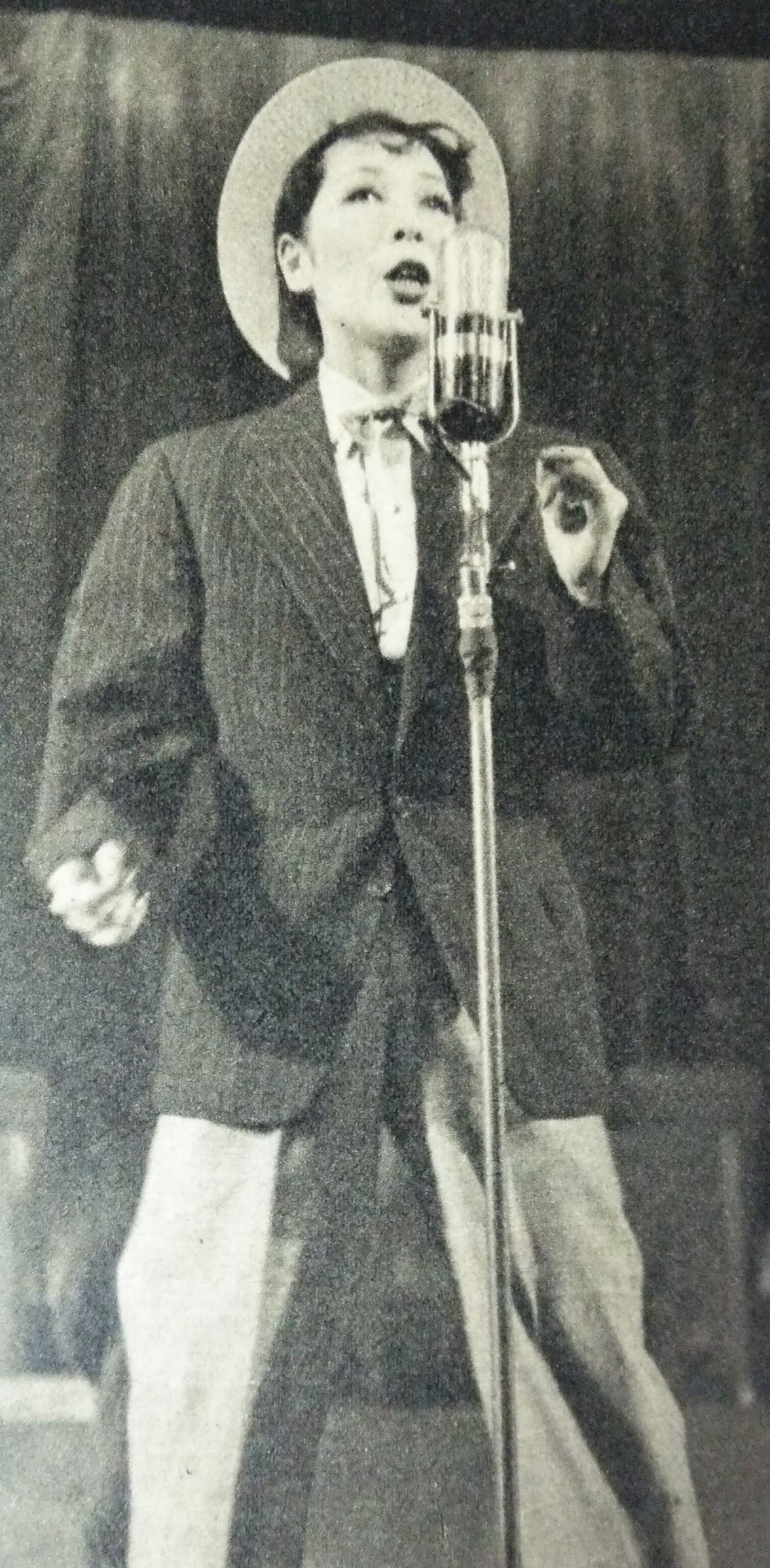
「ブギウギ巴里」を歌う（1953年）

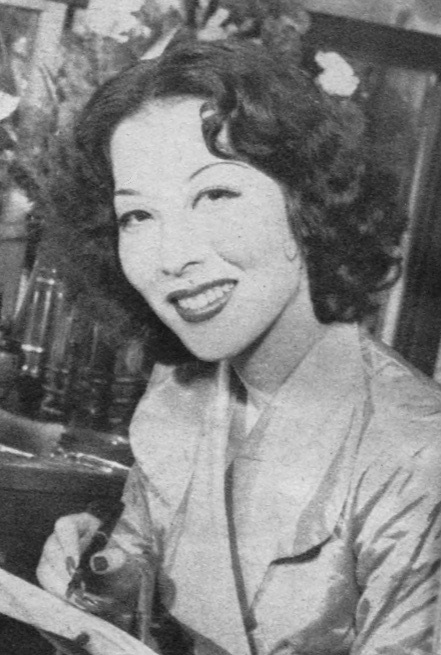
『婦人生活』1952年1月号より

1951年（昭和26年）の宝塚退団後は、1968年にフリーになるまで17年間東宝の専属スター女優として主にミュージカルで活躍したほか、歌手としてシャンソンや映画音楽を多くカヴァーする。特にシャンソンにおいては、作詞家・翻訳家の岩谷時子とともに数多くの曲を日本に紹介し、「（日本の）シャンソンの女王」と称された。「魅せる歌手」と評価された越路は、同じ女性シャンソン歌手で「聴かせる歌手」と称される岸洋子と人気を分け合った。ちなみにシャンソンを歌うきっかけとなったのは、宝塚時代にある舞台を見に来た進駐軍の将校から「あなたは“語る”歌い手になるべき」と言われたことから。
1953年（昭和28年)から当時では珍しい歌手のワンマンショーであるリサイタルを開催した。リサイタルは1965年（昭和40年）より開設間もない日生劇場に場を移した。リサイタルはさらに好評を博し、越路が逝去する1980年（昭和55年)まで「ロングリサイタル」と称する1ヶ月に渡る長期公演となった。「ロングリサイタル」は歌手・越路吹雪の名声を不動のものとしたのであった。
1958年（昭和33年）にテアトロン賞、1965年（昭和40年）に第7回日本レコード大賞歌唱賞、1968年（昭和43年）に文化庁芸術祭奨励賞など、多くの賞を受賞した。

### テレビ出演など
テレビ出演はほとんどしないことでも有名であったが、1964年（昭和39年）8月31日から始まった、フジテレビ系音楽番組『ミュージックフェア』の初代司会者でもある。また、希にテレビ出演する際は、「お久しぶりのテレビでございます」と、視聴者へ挨拶をしたこともあったという。ちなみに映画では、市川崑監督作品などに1950年代から60年代半ばまで数本出演した。
NHK紅白歌合戦（NHK総合・ラジオ第1）には、1952年・「第2回NHK紅白歌合戦」に出場予定の歌手の事故被害による代役として初出場。当日越路は自宅で新年会（当時紅白は正月開催だった）の真っ最中で出場を依頼された時は泥酔状態だったが、時間が迫ると「じゃあ、行ってくるか」とNHKへ向かい本番では見事に歌い上げた。
その後、紅白には1969年・第20回まで通算15回出場。しかし、1970年・第21回には出場を辞退した。辞退の理由は「ジーンズ姿の歌手と一緒に並んで出るのが嫌」だったから、とも伝えられた。しかし後年の岩谷の証言に拠れば、1月に舞台出演が多くなり主演をしている立場として紅白のために舞台稽古を止めて歌合戦の稽古に出るのは舞台人として迷惑をかけることになる。このため岩谷は越路リサイタルの演出家である浅利慶太に相談し、彼と伴にNHK会長と話し合い、卒業という形で解決したとある。その後も、人気アンケートでベスト10にランクインしたこともあり、NHKからもオファーがあったものの頑なに出場を辞退し一度も復帰することは無かった。

### 56歳で死去

#### 最後の舞台

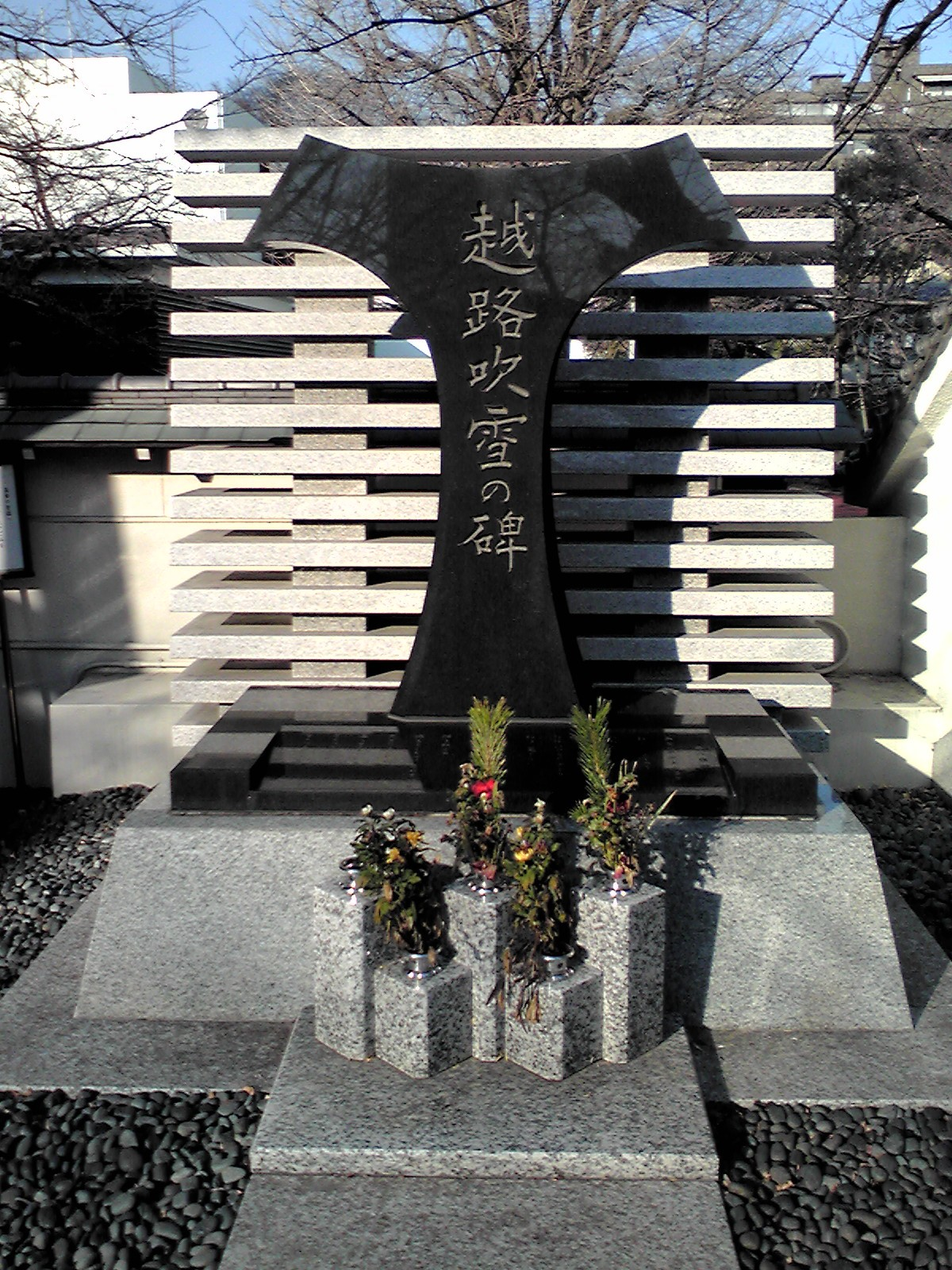
越路吹雪の碑

1980年（昭和55年）3月に越路は、ライフワークであった恒例の日生劇場でのロングリサイタル（越路の急逝により越路最後のリサイタルとなった）を終えると、新境地開拓として芝居に挑戦した。演目は「古風なコメディ」、劇団民藝の重鎮宇野重吉の演出で、越路と米倉斉加年の二人だけの芝居であった。
その経緯として浅利によれば、ロングリサイタルとミュージカルの両輪が揃った越路に、岩谷と内藤から「越路に芝居を。シェークスピアのマクベス夫人などはどうだろう」という注文が出たが、これは少し難しく、内藤と親しかった倉橋健を通じて宇野が引き受けることになったという。岩谷も、越路とはかねてより歌のかたわらに念願だった芝居の勉強もしておきたいと相談しており、浅利の諒承を得て「古風なコメディ」に出演することになったと記している。
「古風なコメディ」は福岡で5月27日から上演され、その後東京では連日大入りの好演となり、6月5日から22日までの公演であったところ追加公演が行われた（6月26日千秋楽）。なおこの劇中で内藤作曲の「サーカスの唄」が越路によって歌われたが、これが越路最後の歌唱となった。

#### 闘病
公演中より越路は胃の不調を訴えていたようであり、西武劇場（現：PARCO）にて胃の激しい痛みを堪えつつ舞台を務めるも、公演終了直後に緊急入院。「重度の胃潰瘍」との診断を受け、7月8日に東京都目黒区の東京共済病院で、胃の5分の4を切除する大手術を受けた。術後の復帰を目指してリハビリに励み、その後も入退院を3回繰り返すものの、11月7日午後3時2分に死去した。56歳没。「古風なコメディ」の終演後僅か4ヵ月という急逝であった。
実は本当の病名は胃潰瘍ではなく「末期の胃癌」で、腹膜にも多数の癌が転移していたが、当時本人には告知されなかった。死の直前、病床に臥し意識が朦朧とする中で「法美さんにコーヒーを」と、最期まで最愛の夫を気遣った。越路は両親と実兄を共に癌で亡くしている（夫・内藤も1988年7月、肝臓癌のため死去）ことから、自身も一番癌を怖れ毎年の癌検診を欠かさなかったが、たまたま死の前年だけ多忙のため検査を先延ばしにしていたという皮肉な結果だった。

#### 死後
死に化粧は親友の一人で生前永きにわたり交友のあった淡路恵子によって施された。葬儀の後、火葬場に向けて走っていた霊柩車が途中でコースを変えて、越路が幼い頃から気にいっていた中野区・旧陸軍電信隊のコスモスの原っぱをスピードを落として走り出した。これは、自らの死期を悟った越路が内藤にこの原っぱの思い出話をしていたことなどから、内藤が取り計らったものだという。
墓所は川崎市宮前区初山の日蓮宗初香山本遠寺で内藤の墓に隣接する形で越路の墓が建てられている。死後、岩谷の意向により東京都港区元麻布にある浄土真宗本願寺派麻布山善福寺に「越路吹雪の碑」と名づけられた石碑が建てられた。石碑には代表曲『愛の讃歌』の歌詞が刻まれている。
死後、2014年に古巣・宝塚歌劇団が創立100周年を記念して創立された「宝塚歌劇の殿堂」最初の100人のひとりとして殿堂入りを果たした。

## ピアフ、「愛の讃歌」との関わり

### ピアフについて
1953年（昭和28年）春、日本人の海外渡航が自由化されていない時代に越路は初めてフランス・パリへ渡る。そこでシャンソン歌手のエディット・ピアフのステージを生で聴いた越路は大きな衝撃を受け、当時の日記には「エディット・ピアフを初めて聴く。オーケストラ、ジェスチャー、アレンジの素晴らしさに私は悲しい。ピアフを二度聴く。語ることなし。私は悲しい。夜、一人泣く。悲しい、寂しい、私には何もない。私は負けた。泣く、初めてのパリで。」と書き残されている。ピアフは越路の代表曲『愛の讃歌』のオリジナル歌手でもあり、生涯にわたって越路にとってシャンソン歌手としての大きな目標になった。なおこの時の越路の3ヶ月のパリ生活を世話したのは、当時パリに滞在していた錚々たる日本の文化人達であった。
越路とピアフとは因縁めいた関係があり、越路夫妻が1963年（昭和38年）にパリに旅行した際に、偶然にも夫妻はピアフの訃報をホテルで聞いたのであった。ホテルのスタッフが誰彼となく、ピアフの死を泣きながら伝えていたことを越路は後年記している。また越路は後にピアフの妹シモーヌとの交流も深めたらしく、越路が彼女と抱擁し合う写真が残されている。
1971年（昭和46年）に越路は日生劇場のロングリサイタルの演目として、劇団四季と共に「ドラマチックリサイタル 愛の讃歌 エディット・ピアフの生涯」を作り上げ、以後越路の十八番として好評を博したが、それはこのような越路とピアフとの不思議な縁も大いに関係していた。

### 「愛の讃歌」との出会い
越路の「愛の讃歌」との出会いには、作曲家の黛敏郎が一役買っていた。黛がパリのコンセルヴァトワールに留学している時に、「とてもいい歌だから、ぜひ歌ったら」とパリから越路に譜面を送ってきたのだという。
その後実際に越路が歌ったのは1952年（昭和27年）9月の日劇のショー「巴里の歌」においてであった。二葉あき子の代役でショーに出演することになった越路に「愛の讃歌」を勧めたのは、奇しくも当ショーの音楽監督を務めていた黛であった。岩谷は期日の迫る中で、戦後日本を代表する作曲家でありフランス語に長けた黛の弾くピアノと彼による歌詞の訳を聞きながら、「愛の讃歌」の日本語詞を完成させ、これが彼女の最初の訳詞作品となった。

## 日生劇場でのロングリサイタル

### 公演のあらましとスタッフ
越路は初めてのパリ行からの帰国後の1953年（昭和28年）に、第1回リサイタルを東京銀座のヤマハホールで開催した。以後はほぼ年に1回のペースでヤマハホールを拠点に(他では日比谷公会堂)リサイタルを開催し、1965年（昭和40年）から日生劇場での開催を始めその後芸能界の歴史に残るリサイタルとなった。第1回当初は2〜3日の公演だったがその後大きな反響を呼び、1968年（昭和43年）には公演期間は11日間に伸び、1969年（昭和44年）からは空前絶後の約1ヶ月におよぶロングリサイタルとなった。1970年代当時、最もチケットの入手が困難なライブ・ステージのひとつともいわれた。1972年（昭和47年）以降はほぼ春、秋に公演され、秋の公演後は全国縦断公演も行った。
越路の歌唱は年々進化・深化していったが、その最大の功績者の一人はロングリサイタルの演出家であった浅利慶太と言って良いだろう。リサイタルには1966年（昭和41年）から劇団四季の演出家である浅利慶太が関わったが、当初は越路の所属先であった東宝(越路は昭和43年からフリー)との関係から浅利が前面に出ることは無かった。その後は浅利の演出、日本ゼネラルアーツ(浅利の舞台制作会社)の制作により、越路の死去する1980年（昭和55年）までリサイタルを支えた。
また、音楽構成は越路の夫である作曲家の内藤法美が務め、舞台装置は金森馨、照明は吉井澄雄、また演奏にはジョージ川口らが加わり、最高のスタッフ陣がロングリサイタルを支えたことは特筆すべきことである。

### 「ドラマチックリサイタル」
ロングリサイタルでは、越路が単独で歌い演ずる形式だけではなく「ドラマチックリサイタル」と称する意欲的な作品も制作された。これは越路吹雪と劇団四季とのタイアップで行われた。その最大のヒット作は1971年（昭和46年）初演の「愛の讃歌-エディット・ピアフの生涯」であり、越路が亡くなる前年の1979年（昭和54年）までロングリサイタルの一演目として再演された。
その内容とは、ピアフを演ずる越路とギリシア古典劇のコロス様に扮した劇団四季の俳優陣とが相呼応しつつ、ピアフの名曲約20曲でピアフの生涯を劇的に描くものであった。四季による「三つの鐘」の大合唱で幕を開けて、出生・結婚（当作品ではパリ解放）・死という人生で鳴り響く3度の鐘をモチーフにして、ピアフの生涯が綴られた。
第1幕は、ピアフの出生（第1の鐘）から始まる。凍る冬の真夜中にパリの路上で産み落とされたピアフ、その不幸な少女は街で歌いやがてスターに、しかし殺人の疑惑をかけられ転落、その後復活した彼女はドイツ占領からパリ解放に喜ぶパリ市民と高らかにラ・マルセイエーズを歌い上げて幕（第2の鐘）。
第2幕は、戦後アメリカで人気を博したピアフのバラ色の人生で幕を開ける。ボクシングの世界チャンピオンであるマルセル・セルダンとの恋、そして悲しい別れ、その後薬物中毒に落ちるピアフ、やがて復活、ギリシアの年若いテオ・サラポとの新たな恋そして彼との結婚、しかし病魔に蝕まれていたピアフはテオに看取られながら永遠の眠りにつく。ペール・ラシェーズ墓地に埋葬されるピアフを何万人ものパリ市民が見送る。ピアフの魂を安らげる鐘（第3の鐘）が鳴り響き、愛の讃歌の大合唱へと変わり幕が閉じる。
劇中でピアフの最愛の恋人マルセル・セルダンの突然の事故死を受けて、絶望の中でマルセルの霊を慰め永遠の愛を込めて越路が歌った「愛の讃歌」は、悲痛さと魂の清らかさを表現した絶唱として、「ノワールの愛の讃歌」「世界で最も感動的な愛の讃歌かも知れない」との評価を得ている。
その他のドラマチックリサイタルとしては、1975年（昭和50年）春の「恋の7章」がある。また越路最後のリサイタルとなった1980年（昭和55年）春の「スペシャルリサイタル」も、第1部は劇団四季との共演であった。これらの越路と劇団四季との共演が、今日の四季ミュージカルの基盤となったであろうことも指摘できるだろう。

## 対人関係

### 親友・マネージャー 岩谷時子との関係
越路の活躍の裏には、マネージャーとして最期まで支え、21世紀に入っても現役で活躍していた岩谷時子の存在が大きかった。越路が15歳の頃、宝塚出版部に勤めていた岩谷と知り合い意気投合し、その後越路が宝塚を辞めた際に岩谷も一緒に退社。共に上京した後東宝に所属し、岩谷は東宝の社員として籍を置いたまま越路のマネージャーも務めた（岩谷は1963年に東宝を退社）。その後作詞家として成功を収めた後も、岩谷は自分の本業を聞かれるたび「越路吹雪のマネージャー」と答えていた。
宝塚時代の越路と岩谷が初めて接触したのは、新人だった越路が自分のサインの見本を書いてほしいと岩谷に相談を持ちかけた時だった。この時2人で作ったサインを越路は終生使い続け、彼女が忙しくなってからは岩谷が「代筆」することもよくあったという。
その後、岩谷は気づけば越路の付き人の役割を担っており、ある日の舞台が終わったあと、越路は不器用ながらも小道具の手入れをする岩谷を見て、「時子さんもどこか抜けているし、私も抜けている、二人でやっと一人前だよね」と言ったという。
宝塚時代から、靴や洋服など欲しいものがあればどんどん買ってしまい、よく給料を前借りしていた越路は、東宝に移籍するときには歌劇団に借金が残っていた。その浪費癖を重々承知していた岩谷は、1978年、越路がパリにアルバムのレコーディングに赴くにあたり、レコード会社の担当ディレクターに「（所持金が）足りなくなったら使ってほしい」とこっそり現金を託した、という話も残っている。
また岩谷はマネージャー業の傍ら、越路の「日本語でしか歌いたくない」という求めに応じてシャンソンなど外国曲の訳詞を担当。越路の代表曲である『愛の讃歌』『ラストダンスは私に』『サン・トワ・マミー』『ろくでなし』などは、岩谷の優れた訳詞によりヒットへ導かれた。越路が亡くなるまで約30年間に渡りマネージャーを務めた岩谷だが、「越路のことが好きで支えていた」と語り、マネージャーとしての報酬は一切受け取っていなかったという。
越路がこの世を去る数か月前、胃の手術のため入院した際「もう一度彼女を舞台に立たせたい」と強く願っていた岩谷は、闘病中の彼女から睡眠薬と煙草を取り上げることに懸命だった。それにも拘わらず、夫の内藤は妻である越路が病床でタバコを吸っていても、ずっと大目に見ていたという。「いまの越路には厳しい愛が必要だ」と考えていた岩谷にとって、これは許しがたいことであった。3度目の入院を前に岩谷は、越路のもとを訪れた際に「内藤さん、あなた（越路）に甘過ぎるんじゃないの。あなたもあなたよ!『睡眠薬もタバコも辞めなけりゃ、胃の痛みは治らない』って、お医者様も仰ったでしょう？もし今後もあなたが私の言う事を守れないのなら、あなたの仕事は一切手を引かせて貰うわよ！！」と叱責する一方、一対一で説得。その日以来、越路は睡眠薬もタバコも一切止めたという。

### 越路に対する浅利慶太からの評価
浅利は、越路を「シャントゥーズ・レアリスト（真実を歌う歌手）」と評し、心の中の愛や悲しみ、祈りを見事に歌う歌手、感性の中にものすごいひらめきと知的な部分を持っている人であったと語っている。岩谷は、浅利が越路に一つ一つの歌の意味を教えドラマとして作り上げていく過程を振り返り、「浅利と越路は芸術家として心が深く通い合っていた」こと、「浅利との仕事が越路の人生で最高の時であった」と回顧している
越路への稽古がどう進められていたのかについて、浅利自身はこう語っている。「ケイコしていてつくづく感じるのですが、越路さんという人は、実に「苦しむ人」なんです。こういう話はこれまで公開したことはないのですが、この3年くらい彼女は苦しんでいます。たとえば愛の讃歌をケイコしていて、「あなたの燃える手で私を抱きしめて」と歌いますね。これを彼女はもう何千回も歌っているわけでしょう。ところが、当の彼女だけが、この歌に対して、歌うたびに白紙の状態なんです。ケイコ場で、ひとり自分の手を見つめたり、恋する人の手というものを想定しながら「あなたの燃える手で」「あなたの燃える手で」と繰り返している。これはどういうイメージなんだろうと苦しんでいる。『愛の讃歌』にしても『サントワマミー』にしても、あれだけ歌いこんでいて、「むつかしい」「どうやって歌おうか」ということなんです。みていると痛々しい感じがする」。
「しかし、この辺に越路吹雪の芸というものの秘密があるのではないかと思います。演出家というものは、俳優の苦しみの証人なんでしょうね。ぼくは、だまってケイコを聞きながら、「そこのイメージはこうではないか」「そこはあなたの求めているイメージとちょっとズレた」とかアドヴァイスしてあげるわけだけど、1曲やるのに1時間くらいかかる。歌詞からじっくり掘り起こしてゆくということですからね。二人だけで数時間ケイコして、終るとゲッソリしている、くたくたになっているわけですね。とにかく、かの女の芸に対する執着、考え方は、実に過酷で、見ていて気の毒になります。もっといい気持になったっていいんじゃないかという気もします。しかし、自らをさいなんでゆく努力、ある意味では幸福であることを拒むその姿勢が、越路吹雪のあの栄光を支えているのだと思います」

### 夫・内藤法美やその他親しい人
私生活では1959年秋作曲家の内藤法美と35歳で結婚、夫妻に子はなかったが彼とは越路の逝去まで連れ添った。内藤は越路が亡くなるまでリサイタルやディナーショーの構成、作曲、編曲、指揮などを手掛けた。結婚前は“恋多き女”として名を馳せた越路だが、結婚後は尽くす女となりプライベートでは家事の一切を彼女が仕切り、特に掃除の腕前は素晴らしかったという。
独身時代、三島由紀夫の恋人だったことがあり、三島の母は、息子が越路と結婚するものと思い込んでいたようである。しかし、マスコミによって結婚報道が報じられた越路と三島は対談してその噂を笑い飛ばし、マスメディアを煙にまいた。また、越路は三島が書いた戯曲『女は占領されない』（1959年9月、芸術座で上演）の主役・伊津子を演じ、彼の命日に毎年行われている追悼集会「憂国忌」の発起人にも名を連ねていた。佐藤栄作元首相夫人の佐藤寛子は越路のファンの1人で、「越路吹雪後援会」会長を引き受けていた。

## その他エピソード
越路は人の面倒見が良く、多くの芸能人から慕われた。宝塚歌劇団在団時、同期生である月丘夢路がぬきんでた美貌を嫉妬されて他の生徒から深刻ないじめにあっていたが、見かねた越路に救われたことを月丘本人が後年になって明かしている。また、宝塚OG枠を超えて国民的人気を博し、美空ひばりや吉永小百合と並んで女性アイドルの源流とみる向きもある。
越路は舞台の観客に最高のステージを見てもらう為に、コンディション調整を欠かさず、舞台に上がる時間から逆算し、起床時間、食事の時間、劇場入りの時間などを決定し、全ステージを見据えた生活リズムをとるため、いつ舞台があり、その稽古は何日前からか、それには何kg増やしておくか等々、一年を通じて舞台のために日常を過ごすことを常としていた。
肝の据わった女性と思われがちだが、徹底したプロ意識の一方、開演前の舞台袖では過度の緊張から常に全身を震わせていた。宝塚時代から不眠に苦しみ、毎晩の睡眠薬とタバコが手放せなかった。日劇のリサイタルの直前にも、緊張を紛らせるためにタバコを燻らせ、コーヒーを飲んだ後で本番に臨んでいた。さらにステージに出る際は緊張も極限に達し、マネージャーの岩谷から背中に指で「トラ」と書いて貰い、「あなたはトラ、何も怖いものは無い」と暗示をかけて貰ってからステージに向かっていた。
「岩谷時子 音楽文化振興財団理事」で音楽プロデューサーの草野浩二によると、越路はレコードのスタジオ録音を好まなかったとのこと。自らを“舞台の歌い手”と考える越路には、「できれば(生歌である自身の)舞台を見に来てほしい。見に来られないならば舞台のレコード(ライブ音源)を聴いて」との強い思いがあったとされる。
ファッション好きで、舞台衣装としても着用していたニナ・リッチの本店には、越路の胴の木型がある。バッグが大好きで、エルメスやルイ・ヴィトン、フェンディなどを愛用していた。また、パリのエルメス本店で革の手袋を購入する際に「全色頂くわ!」と言った話は有名である。ちなみにパリの有名店では「マダム内藤」で通っていた。さらに無類の香水好きで、生涯で購入した香水代は外車1台と同じくらいとされる。一部では日本でパンタロン(今で言うベルボトム)を流行らせた人物とも言われている。
喫煙者であったことでも知られ、好きだった煙草の銘柄はラーク（LARK）。

## 年表
- 1924年（大正13年）2月18日：誕生。父・友孝は東京電燈のエンジニアだった。
- 1937年（昭和12年）4月：宝塚音楽歌劇学校（現在の宝塚音楽学校）に合格。宝塚歌劇団27期生（同期生に月丘夢路、乙羽信子、東郷晴子、大路三千緒らがいる）。
- 1939年（昭和14年）2月：初舞台。
- 1951年（昭和26年）8月：宝塚歌劇団を退団。東宝専属となる。
- 1952年（昭和27年）1月：『第2回NHK紅白歌合戦』に初出場。以後1969年（昭和44年）までに15回出場。
- 1959年（昭和34年）11月：内藤法美と結婚。
- 1965年（昭和40年）9月：母・益代死去。12月、第7回日本レコード大賞歌唱賞受賞。
- 1966年（昭和41年）2月：父・友孝死去。
- 1968年（昭和43年）：東宝から独立、フリーとなる。
- 1969年（昭和44年）：東京・日生劇場でロングリサイタルを挙行（劇団四季制作）。以後恒例化。1970年代当時、最もチケットの入手が困難なライブ・ステージのひとつともいわれた。
- 1980年（昭和55年）
  - 3月：日生劇場でのリサイタルが53回目で生涯最後となる。
  - 6月：劇団民藝主宰の宇野重吉演出・米倉斉加年共演で西武劇場にて『古風なコメディ』（原作・アレクセイ・アルブーゾフ）に出演の最中、胃の激痛を訴え公演終了直後に緊急入院。
  - 7月：胃の手術を受けるがその後入退院を繰り返す。
  - 11月7日：15時2分、胃癌のため死去。56歳没。戒名は乗法院越路妙華大姉。

## ディスコグラフィ

### 代表曲
- 『愛の讃歌』  - この曲が収録されているレコード・CD等売上枚数は200万枚以上を数える。
- 『ラストダンスは私に』
- 『サン・トワ・マミー』
- 『ろくでなし』
- 『挽歌』（1957年） - 同名映画の主題歌。
- 『ある愛の詩』- 同名映画の主題歌。
- 『イカルスの星』
- 『夢の中に君がいる』
- 『誰もいない海』
- 『夜霧のしのび逢い』
- 『ワン・レイニー・ナイト・イン・トーキョー』- この曲の歌唱により1965年度の第7回日本レコード大賞歌唱賞を受賞。
- 『幸福を売る男』
- 『別離（わかれ）』
- 『メランコリー』
- 『そして今は』
- 『一寸おたずねします』
- 『人生は過ぎゆく』
- 『家に帰るのがこわい』
- 『冬の蛍』
- 『ビギン・ザ・ビギン』（1952年7月・SPレコード）
- 『哀れなジャン』
- 『じらさないで』

### シングル
|    | 発売日          | 品番  | 曲名                                         | 作詞                 | 作曲               | 編曲       | |
| -- | --------------- | ----- | -------------------------------------------- | -------------------- | ------------------ | ---------- | --- |
| 1  | 1949年(S24)4月  | A537  | ブギウギ巴里                                 | 内海重典             | 川崎一朗           |            | 宝塚レヴュー「ブギウギ巴里」主題歌 コロムビアオーケストラ 片面「ミモザの花」深緑夏子                                                       |
| 2  |                 | A784  | 峠の我が家                                   | 高崎邦祐             | 河村篤二           |            | 宝塚レヴュー「なつかしのアリゾナ」主題歌 コロムビアオーケストラ 片面「いつもうきうき」久慈あさみ                                           |
| 3  |                 | A888  | 思ひ出は今も樂し                             | 高木史朗             | 河村篤二           |            | 宝塚レヴュー「スヰング・ラプソデイ」主題歌 深緑夏子・越路吹雪・コロムビアオーケストラ                                                      |
| 3  | いとはんと丁稚  | A888  | 高木史朗                                     | 山根久雄             |                    |            | 宝塚レヴュー「スヰング・ラプソデイ」主題歌 深緑夏子・越路吹雪・コロムビアオーケストラ                                                      |
| 4  | 1950年(S25)10月 | A967  | 東京の門                                     | 西条八十             | 原六朗             |            | 東宝映画「東京の門」 |
| 5  | 1951年(S26)2月  | A1095 | 今日は樂しい日曜日                           | 高木史朗             | 河村篤二           |            | 宝塚グランド・ショウ「宝塚フェス」（スイング・ハイ・スイング・ロウ） 天城月江・越路吹雪・南悠子・浦島歌女・明石照子 コロムビアオーケストラ |
| 5  | 1951年(S26)2月  | A1095 | 虎狩りの唄                                   | 高木史朗             | 山根久雄           |            | 宝塚グランド・ショウ「宝塚フェス」（スイング・ハイ・スイング・ロウ）主題歌 合唱・登代春枝・青葉しげる・明石照子 コロムビアオーケストラ     |
| 6  | 1951年(S26)4月  | A1145 | 筏流し                                       | 水田茂               | 森安勝             |            | 宝塚レヴュー「日本民謡集」 コロムビアオーケストラ 片面「夢の花すみれ」淡路通子                                                             |
| 7  | 1951年(S26)10月 | A1256 | ひとつの心                                   | 藤浦洸               | 原六朗             |            | 東宝映画「哀愁の夜」主題歌 コロムビアオーケストラ                                                                                          |
| 7  | 1951年(S26)10月 | A1256 | 花のマンボ                                   | 藤浦洸               | 原六朗             |            | 東宝映画「哀愁の夜」主題歌 コロムビアオーケストラ                                                                                          |
| 8  | 1951年(S26)10月 | A1269 | モルガンお雪                                 | 菊田一夫             | 河村篤二           |            | 宝塚レヴュー「春のおどり」主題歌 コロムビアオーケストラ 片面「つぶどん」淡路通子                                                           |
| 9  | 1952年(S27)1月  | A1304 | 小鳥売りの歌                                 | サトウハチロー       | 服部良一           |            | |
| 9  | 1952年(S27)1月  | A1304 | せめてもう一度                               | 寺尾智沙             | 田村しげる         | 早川眞平   | オルケスタ・テイピカ・トウキョウ |
| 10 |                 | A1424 | 夢のルムバ                                   | 和田隆夫             | 原六朗             |            | コロムビアオーケストラ 片面「タンゴ物語」笠置シヅ子                                                                                        |
| 11 |                 | A1676 | 煙突さんから煙が出た                         | サトウハチロー       | 仁木他喜雄         |            | 東宝映画「安五郎出世」主題歌 |
| 11 | 大島ルムバ      | A1676 | サトウハチロー                               | 仁木他喜雄           |                    |            | |
| 12 | 1952年(S27)6月  | JL3   | いつだったかな                               | 菊田一夫             | 古関裕而           |            | Remember that day? コロムビアオーケストラ                                                                                                  |
| 12 | 1952年(S27)6月  | JL3   | スター・オブ・スターズ                       | 藤浦洸               | ユージン・コスマン | 古関裕而   | Star of stars コロムビアオーケストラ |
| 13 | 1952年(S27)7月  | JL5   | ビギン・ザ・ビギン                           | 藤浦洸               | コール・ポーター   | 仁木他喜雄 | Begin the Beguine コロムビアオーケストラ                                                                                                   |
| 13 | 1952年(S27)7月  | JL5   | 涙が女の恋なのさ                             | 和田隆夫             | 原六朗             |            | Tearful Love コロムビアオーケストラ |
| 14 | 1952年(S27)10月 | JL10  | セ・シ・ボン                                 | 岩谷時子             | ホルネス           | 馬渡誠一   | C'est Si Bon ブルーコーツオーケストラ |
| 14 | 1952年(S27)10月 | JL10  | ブン ブン ブン                               | 藤浦洸               | 原六朗             |            | Bun Bun Bun コロムビア男声合唱団 コロムビアオーケストラ                                                                                    |
| 15 |                 | JL21  | 風の落葉                                     | 野上彰               | 仁木他喜雄         | 馬渡誠一   | 東宝映画「七色の街」主題歌 Falling Leaves in the Wind コロムビアオーケストラ                                                               |
| 16 | 1953年(S28)4月  | JL27  | 午前零時のルムバ                             | 岩谷時子             | 仁木他喜雄         |            | |
| 16 | 1953年(S28)4月  | JL27  | 涙は眼から出る                               | 井上友一郎           | 仁木他喜雄         |            | |
| 17 | 1953年(S28)6月  | JL38  | ジャンジャンジャンやって来た                 | 池部 良              | 馬渡誠一           |            | |
| 17 | 1953年(S28)6月  | JL38  | 私は死にたい                                 | 岩谷時子             | 馬渡誠一           |            | |
| 18 | 1953年(S28)6月  | JL43  | オール・マイ・ラブ                           | デューランド、藤浦洸 | コンテット         | 馬渡誠一   | All My Love コロムビアオーケストラ 片面「ドミノ」メリー大須賀                                                                              |
| 19 | 1953年(S28)8月  | JL52  | ピサロから来た女                             | 岩谷時子             | 仁木他喜雄         |            | |
| 19 | 1953年(S28)8月  | JL52  | 南國の情歌                                   | 野上彰               | 仁木他喜雄         |            | |
| 20 | 1954年(S29)2月  | JL 76 | アンナ                                       | 奥山靉               | R.バアトロー       | 仁木他喜雄 | 伊太利映画「アンナ」主題歌 Anna（陽気なバイヨン） リリオ・コーラス コロムビアキューバンボーイズ                                            |
| 20 | 1954年(S29)2月  | JL 76 | みんな嘘なの                                 | 岩谷時子             | 仁木他喜雄         |            | |
| 21 | 1954年(S29)3月  | JL 81 | ジョリー シャッポ                            | 岩谷時子             | マレ・フオンニイ   | 仁木他喜雄 | Joli Chapeau コロムビアオーケストラ |
| 21 | 1954年(S29)3月  | JL 81 | 愛の讃歌                                     | 岩谷時子             | モノオ             | 仁木他喜雄 | Hymne A L'Amour コロムビア合唱団 コロムビアオーケストラ                                                                                    |
| 22 | 1954年(S29)4月  | JL86  | 美しき鷹                                     | 岩谷時子             | 仁木他喜雄         |            | 大映映画「美しき鷹」 |
| 23 | 1954年(S29)6月  | JL96  | ジュテムレ                                   | 岩谷時子             | ホセ・カーナ       | 仁木他喜雄 | |
| 23 | 1954年(S29)6月  | JL96  | ルナ・ロッサ                                 | 岩谷時子             | エービアン         | 仁木他喜雄 | |
| 24 | 1955年(S30)1月  | JL119 | 二人のワルツ                                 | 深尾須磨子           | 高木東六           |            | |
| 24 | 1955年(S30)1月  | JL119 | なつかしパリ                                 | 鳥羽俊三             | 高木東六           |            | |
| 25 | 1955年(S30)5月  | JL135 | モア・モア                                   | 岩谷時子             | ステーン           | 仁木他喜雄 | Moi Moi 越路吹雪・芦野宏 コロムビアオーケストラ                                                                                            |
| 25 | 1955年(S30)5月  | JL135 | ベンチの恋人達                               | 岩谷時子             | ブラッセンス       | 仁木他喜雄 | Les Amoureux des Bancs Publics コロムビアオーケストラ                                                                                      |
| 26 | 1955年(S30)8月  | JL147 | 花祭り                                       | 岩谷時子             | サルディーバ       | 仁木他喜雄 | La Fête des fleurs (Festival of the flowers) コロムビアオーケストラ                                                                        |
| 26 | 1955年(S30)8月  | JL147 | バラ色の桜と白いリンゴの花（セレソ・ローサ） | 岩谷時子             | ルイギー           | 仁木他喜雄 | Cerisier Rose et Pommier Blanc コロムビアオーケストラ                                                                                      |
| 27 | 1955年(S30)11月 | JL155 | モンマルトルの丘                             | 岩谷時子             | パリス             | 仁木他喜雄 | フランス映画「フレンチ・カン・カン」主題歌 Complainte De La Butte コロムビアオーケストラ                                                   |
| 27 | 1955年(S30)11月 | JL155 | ポルトガルの洗濯女                           |                      |                    |            | |
| 28 | 1956年(S31)6月  | JL174 | フル・フル                                   | 岩谷時子             | アンリ・シャトー   | 仁木他喜雄 | |
| 28 | 1956年(S31)6月  | JL174 | お縫いなさい                                 | 岩谷時子             | ステルン           | 仁木他喜雄 | |
|    | 1955年(S30)     | A2212 | 忘れちゃってね                               | 岩谷時子             | 仁木他喜雄         |            | 東宝映画「恋化粧」主題歌 片面「地球はだまって廻ってる」中島孝                                                                              |
|    | 1957年(S32)     | A2888 | 挽歌                                         | 藤浦洸               | 芥川也寸志         |            | 松竹映画「挽歌」主題歌 コロムビアオーケストラ                                                                                              |

|                          | 発売日        | 品番      | 曲名                                     | 作詞          | 作曲                             | 編曲     |                                         |
| ------------------------ | ------------- | --------- | ---------------------------------------- | ------------- | -------------------------------- | -------- | --------------------------------------- |
|                          | 1960年        | JP-5046   | 幸福を売る男                             | 岩谷時子      | カルベ                           | 平岡精二 | デューク・エイセス 平岡精二セクステット |
| 愛の讃歌                 | 1960年        | JP-5046   | 岩谷時子                                 | モノー        | 三保敬太郎                       |          |                                         |
|                          |               | JP-5067   | ピレの子供たち                           | 岩谷時子      | ハッジダキス                     | 内藤法美 |                                         |
| 内緒にしといて           | 岩谷時子      | JP-5067   | ヴァンス～ポックリス                     | 内藤法美      |                                  |          |                                         |
|                          | 1961年11月    | JP-5088   | 月影のマジョルカ                         | 岩谷時子      | アルストーン                     | 内藤法美 | 1965年再発(TR-1146)                     |
| ラストダンスは私に       | 1961年11月    | JP-5088   | 岩谷時子                                 | シューマン    | 藤家虹二                         |          | 1965年再発(TR-1146)                     |
|                          | 1962年        | TR-1108   | じらさないで                             | 岩谷時子      | マロッタ～ヘムリック             | 内藤法美 |                                         |
| メランコリー             | 1962年        | TR-1108   | 岩谷時子                                 | ロマンス      | 藤家虹二                         |          |                                         |
|                          | 1964年6月     | TR-1083   | サン・トワ・マミー                       | 岩谷時子      | アダモ                           | 内藤法美 |                                         |
| チャンスが欲しいの       | 1964年6月     | TR-1083   | 岩谷時子                                 | バカラック    | 内藤法美                         |          |                                         |
|                          | 1965年1月     | TP-1027   | ワン・レイニー・ナイト・イン・トーキョー | 鈴木道明      | 鈴木道明                         | 藤家虹二 |                                         |
| おんなの涙               | 1965年1月     | TP-1027   | 中村メイ子                               | 鈴木道明      | 内藤法美                         |          |                                         |
|                          | 1965年5月     | TP-1065   | シャル・ウィ・ダンス                     | 岩谷時子      | ロジャース                       | 内藤法美 | 越路吹雪、市川染五郎                    |
| ハロー・ヤングラヴァーズ | 1965年5月     | TP-1065   | 岩谷時子                                 | ロジャース    | 内藤法美                         |          |                                         |
|                          | 1965年7月     |           | いとしのパオラ                           | 岩谷時子      | アダモ                           | 内藤法美 |                                         |
| ろくでなし               | 1965年7月     | 岩谷時子  | アダモ                                   | 内藤法美      |                                  |          |                                         |
|                          | 1965年7月     | TP-1109   | 知らなかったわ                           |               |                                  |          |                                         |
| 芽生えて、そして         | 1965年7月     | TP-1109   |                                          |               |                                  |          |                                         |
|                          | 1965年10月    | TP-1129   | 夜霧のしのび逢い                         | 岩谷時子      | J.ヴァン・ウィットル             | 内藤法美 |                                         |
| 決して云わないで         | 1965年10月    | TP-1129   | 岩谷時子                                 | G.マルデル    | 内藤法美                         |          |                                         |
|                          | 1965年10月    | TP-1146   | 別離（わかれ）                           | 漣健児        | フェルレール～ヴェルロール       | 内藤法美 |                                         |
| 夜のメロディ             | 1965年10月    | TP-1146   | 岩谷時子                                 | アダモ        | 内藤法美                         |          |                                         |
|                          | 1965年12月    | TP-1169   | 恋ごころ                                 | 岩谷時子      | マシアス                         | 内藤法美 |                                         |
| 消え去りし夜             | 1965年12月    | TP-1169   | 三田恭次                                 | マシアス      | 内藤法美                         |          |                                         |
|                          | 1965年12月    | TP-1170   | あいつ                                   | 平岡精二      | 平岡精二                         | 内藤法美 |                                         |
| 爪                       | 1965年12月    | TP-1170   | 平岡精二                                 | 平岡精二      | 内藤法美                         |          |                                         |
|                          | 1966年3月     | TP-1210   | だめ……？                                 | 永六輔        | 内藤法美                         | 内藤法美 |                                         |
| あなたの為の子守唄       | 1966年3月     | TP-1210   | 岩谷時子                                 | 内藤法美      | 内藤法美                         |          |                                         |
|                          | 1966年6月     | TP-1278   | 夢の中に君がいる                         | 岩谷時子      | アダモ                           | 内藤法美 |                                         |
| 二つのキャフェ           | 1966年6月     | TP-1278   | 岩谷時子                                 | A.V.サボーナ  | 内藤法美                         |          |                                         |
|                          | 1966年12月    | TP-1360   | 想い出のソレンツァラ                     | 水野汀子      | マルフィージ～ダルバル～バッカラ | 内藤法美 |                                         |
| かれら                   | 1966年12月    | TP-1360   | 岩谷時子                                 | D.ジュラード  | 内藤法美                         |          |                                         |
|                          | 1967年10月    | TP-1515   | メイム                                   | 岩谷時子      | J.Herman                         | 内藤法美 |                                         |
| 想い出そう               | 1967年10月    | TP-1515   | 岩谷時子                                 | Schmidt Jones | 内藤法美                         |          |                                         |
|                          | 1968年2月     | TP-1577   | 愛のバラード                             | 岩谷時子      | 内藤法美                         | 内藤法美 |                                         |
| 一寸おたずねします       | 1968年2月     | TP-1577   | 岩谷時子                                 | 内藤法美      | 内藤法美                         |          |                                         |
|                          | 1968年4月     | TP-2003   | あの日限りの恋                           | 岩谷時子      | 平尾昌晃                         | 内藤法美 |                                         |
| 忘れたはずなのに         | 1968年4月     | TP-2003   | 岩谷時子                                 | 平尾昌晃      | 内藤法美                         |          |                                         |
|                          | 1968年6月     | TP-2007   | オー・パパ                               | 岩谷時子      | Sir Lancelot, L.Melody           | 内藤法美 | 日生劇場リサイタルより                  |
| 家へ帰るのが怖い         | 1968年6月     | TP-2007   | 岩谷時子                                 | L.Hess        | 内藤法美                         |          | 日生劇場リサイタルより                  |
|                          | 1968年6月     | TP-2012   | 暗くなるまで待って                       | 岩谷時子      | ヘンリー・マンシーニ             | 内藤法美 |                                         |
| 愛の讃歌                 | 1968年6月     | TP-2012   | 岩谷時子                                 | モノー        | 内藤法美                         |          |                                         |
|                          | 1968年10月    | TP-2051   | 悲しき雨音                               | 岩谷時子      | J.Gummoe                         | 内藤法美 |                                         |
| 内緒にしといて           | 1968年10月    | TP-2051   | 岩谷時子                                 | L.Pockriss    | 内藤法美                         |          |                                         |
|                          | 1969年2月     | TP-2103   | イカルスの星                             | 岩谷時子      | 内藤法美                         | 内藤法美 |                                         |
|                          | 1969年2月     | TP-2103   | 赤いバラのテッド                         | 岩谷時子      | 内藤法美                         | 内藤法美 |                                         |
|                          | 1969年7月     | TP-2159   | 人生は過ぎゆく                           | 岩谷時子      | J.Holmes                         | 内藤法美 |                                         |
| 私のおとこ               | 1969年7月     | TP-2159   | 岩谷時子                                 | M.Yvoin       | 内藤法美                         |          |                                         |
|                          | 1969年8月     | TP-2179   | 愛の讃歌                                 | 岩谷時子      | M.Monnot, E.Piaf                 | 内藤法美 | ベスト・カップル・シリーズ              |
|                          | 1969年8月     | TP-2179   | オー・パパ                               | 岩谷時子      | Sir Lancelot, L.Melody           | 内藤法美 | ベスト・カップル・シリーズ              |
|                          | 1970年1月10日 | TP-2235   | アマリア                                 | 岩谷時子      | 内藤法美                         | 内藤法美 |                                         |
| ひとりぼっちの愛の泉     | 1970年1月10日 | TP-2235   | 岩谷時子                                 | 内藤法美      | 内藤法美                         |          |                                         |
|                          | 1970年        | TP-2279   | 嘘                                       | 岩谷時子      | 内藤法美                         | 川口真   |                                         |
| もみじの手紙             | 1970年        | TP-2279   | 岩谷時子                                 | 内藤法美      | 川口真                           |          |                                         |
|                          | 1970年11月    | TP-2350   | 誰もいない海                             | 山口洋子      | 内藤法美                         | 内藤法美 |                                         |
| 明日は月の上で           | 1970年11月    | TP-2350   | 岩谷時子                                 | アダモ        | 内藤法美                         |          |                                         |
|                          | 1971年8月     | TP-2469   | ケ・サラ                                 | 岩谷時子      | Fontana, Pes                     | 内藤法美 |                                         |
| コンドルは飛んで行く     | 1971年8月     | TP-2469   | 岩谷時子                                 | Trad          | 内藤法美                         |          |                                         |
|                          | 1971年12月    | TP-2549   | 夜のメロディー                           |               |                                  |          |                                         |
| もしいつの日か           | 1971年12月    | TP-2549   |                                          |               |                                  |          |                                         |
|                          | 1973年3月5日  | TP-2803   | 別れて愛が                               |               |                                  |          | 1981年2月再発(TP-17108)※AB入替          |
| 白い旅                   | 1973年3月5日  | TP-2803   |                                          |               |                                  |          | 1981年2月再発(TP-17108)※AB入替          |
|                          | 1975年5月     | TP-20123  | 西海岸                                   |               |                                  |          |                                         |
| 洒落にしましょう         | 1975年5月     | TP-20123  |                                          |               |                                  |          |                                         |
|                          | 1976年10月    | TP-10078  | ラヴ ソング                              |               |                                  |          |                                         |
| ボラ・ボラ・アイランド   | 1976年10月    | TP-10078  |                                          |               |                                  |          |                                         |
|                          | 1977年11月    | TP-10321  | ろくでなし                               |               |                                  |          |                                         |
| 雪が降る                 | 1977年11月    | TP-10321  |                                          |               |                                  |          |                                         |
|                          | 1977年12月    | TP-10347  | じゃましないでね                         |               |                                  |          |                                         |
| 忘れたいの               | 1977年12月    | TP-10347  |                                          |               |                                  |          |                                         |
|                          | 1978年3月     | TP-10369  | すみれの花咲く頃                         |               |                                  |          |                                         |
| 筏流し                   | 1978年3月     | TP-10369  |                                          |               |                                  |          |                                         |
|                          | 1978年        | TP-10383  | 暗い日曜日                               |               |                                  |          |                                         |
| 詩人が死んだ時           | 1978年        | TP-10383  |                                          |               |                                  |          |                                         |
|                          | 1978年        | EWR-20491 | それとも愛                               |               |                                  |          | シャルル・デュモンとのデュエット        |
| いつもの癖で             | 1978年        | EWR-20491 |                                          |               |                                  |          | シャルル・デュモンとのデュエット        |
|                          | 1982年        | TP-17285  | もう一度なんて                           |               |                                  |          |                                         |
| あなた                   | 1982年        | TP-17285  |                                          |               |                                  |          |                                         |

### アルバム
※太字はサブスク配信済、☆印はライブ盤
- 『冬の蛍』（1961年）
- 『じらさないで』（1962年2月 JPO-1141）
- 『コーチャンお座敷うた』（1962年）
- 『越路吹雪のすべて』
- 『ミュージカルの世界』
- 『あの歌　この歌　こんな歌』（1963年、JPO-1169）
- 『ラストダンスは私に』（1964年7月、TP-7035）
- 『恋ごころ』（1965年）
- ☆『越路吹雪リサイタル』（1966年4月）※第10回、1965年10月29日～30日
- 『越路吹雪シャンソンのすべて』（1968年、TP-8044）
- ☆『KOSHIJI IN BEL AMI-ナイトクラブの越路吹雪』（1968年、TP-9001）※ナイトクラブ「ベラミ」にて収録、1967年11月16日
- ☆『日生劇場における越路吹雪-リサイタル第2集』（1968年9月、TP-9003～4）※第13回、1969年2月29日～3月2日
- 『世界の恋人たち VOL.1 南ヨーロッパ編』（1969年4月、TP-7383）
- ☆『ロング・リサイタル'69』（1969年5月）※600981回ロング・リサイタル、1968年7月4日～14日
- ☆『ロング・リサイタル』（1969年9月、TP-7337）※第2回ロング・リサイタル、1969年5月1日～28日
- ☆『ロング・リサイタル・アゲイン』（1970年、TP-7433～4）
- ☆『ナイト・クラブの越路吹雪 第2集』（1970年、TP-9014）※ナイトクラブ「ベラミ」にて収録
- 『結婚物語』（1971年、TP-72157）
- 『誰もいない海』（1971年6月、TP-8094）
- 『愛の讃歌 越路吹雪ピアフを歌う』（1971年、TP-8125）
- 『越路吹雪リサイタル'72』（1972年）
- ☆『'73年ロング・リサイタル』（1973年）
- ☆『ロング・リサイタル-ようこそ劇場へ-』（1974年）
- ☆『初日の夜-越路吹雪ロング・リサイタル'75』（1976年）
- 『アダモを唄う』（1975年、TP-8120）
- 『一寸おたずねします』 （1977年）
- ☆『ロング・リサイタル'76』（1977年）
- ☆『宝塚大劇場で歌う'77』（1977年12月、TP-72299）
- ☆『春のリサイタル'78 巴里讃歌』（1978年3月）
- 『ユーヌ・シャンソン 越路吹雪ア・パリ』（1978年、TP-80035）
- ☆『ドラマチック・リサイタル-愛の讃歌-エディット・ピアフの生涯』（1979年）
- ☆『ロング・リサイタル'79』（1979年）
- ☆『'80スペシャル・リサイタル』（1981年）
- ☆『越路吹雪リサイタル 第11回1966年4月5～6日』（1982年1月）
- 『BIG ARTIST best collection 越路吹雪』（1989年）
- 『best collection 越路吹雪』（1992年8月26日）
- 『EVERGREEN』（1992年10月22日）※梅田コマにて収録された全盛時代の未発表メドレーを収録
- 『越路吹雪 コロムビア イヤーズ』（1993年）※解説・岩谷時子
- 『越路吹雪メモリアル 壱 ❲イカルスの星❳ - 日本のメロディ』（1996年）
- 『越路吹雪ベスト30』（2001年）
- 『GOLDEN☆BEST 越路吹雪』（2002年）
- 『愛の讃歌』（2003年）
- ☆『永遠の越路吹雪 / 日生劇場リサイクル'70』（2003年）
- 『越路吹雪ベスト30 Vol. 2』（2004年）
- ☆『宝塚大劇場で歌う』（2005年）
- 『CD & DVD THE BEST 越路吹雪』（2005年）
- 『愛の生涯』（2005年）※没後25周年記念企画
- 『イン・ベラミ』（2006年）
- 『エッセンシャル・ベスト』（2007年）
- 『越路吹雪 愛の讃歌』（2010年）
- 『越路吹雪 Best&Best』（2012年）
- 『越路吹雪 コロムビア イヤーズ』（2012年）
- 『越路吹雪 EMIイヤーズ』（2012年）※幻のデビュー音源を含む
- 『越路吹雪ベスト100』（2012年）
- 『スーパー・ベスト』（2013年）
- 『想い出の歌声は永遠に』（2018年）※スタジオ9曲、ライブ11曲
- 『若き日の歌声 〜愛の讃歌〜』（2018年）※コロムビア音源
- 『アーリーソング・コレクション』（2024年）※コロムビア音源、生誕100周年記念

ボックス・セット
- 『越路吹雪リサイタル 1965〜1969』（2024年）

トリビュート・アルバム
- 『越路吹雪に捧ぐ』（2016年）
  - 宝塚OGによるトリビュート・アルバム。
- 『越路吹雪物語』主題歌集』（2018年）
  - ドラマ『越路吹雪物語』で越路を演じた大地真央と瀧本美織がカバーしたものを収録。

## 宝塚時代

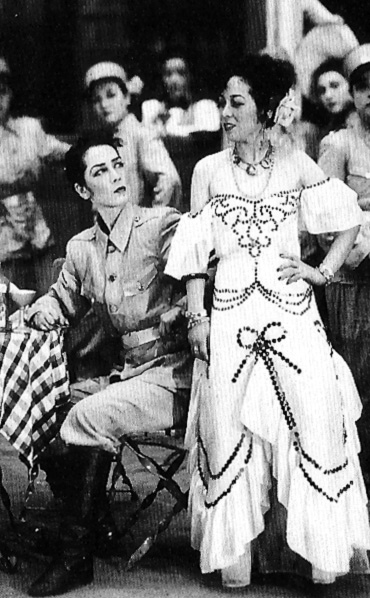
1948年7月、宝塚歌劇団花組公演：オペレッタ『再び君が胸に』（左の男役。右は深緑夏代）

- 『宝塚花物語』（月組）（1939年3月26日 - 4月25日、宝塚大劇場 初舞台）
- 『國民の歌』（花組）（1943年9月26日 - 10月24日、宝塚大劇場）
- 『新かぐや姫』（花組）（1943年11月26日 - 12月28日、中劇場）
- 『棒しばり』『勝ちぬく誓』（花組）（1944年1月26日 - 2月24日、宝塚大劇場）
- 『メキシカーナ』『ミモザの花』（花組）（1946年6月1日 - 6月30日、宝塚大劇場）
- 『夏のをどり』（花組）（1946年8月6日 - 8月25日、宝塚大劇場）
- 『赤頭巾と狼』『センチメンタル・ヂャアニー』（花組）（1946年11月1日 - 11月29日、宝塚大劇場）
- 『踊る四季』『ファイン・ロマンス』（花組）（1947年1月1日 - 1月30日、宝塚大劇場）
- 『マノン・レスコオ』『春のおどり（世界の花）』（花組）（1947年4月1日 - 4月30日、宝塚大劇場）
- 『レインボーの歌』（花組）（1948年3月2日 - 3月30日、宝塚大劇場）
- 『田舎源氏』（花組）（1948年5月1日 - 5月29日、宝塚大劇場）
- 『再び君が胸に』（花組）（1948年7月1日 - 7月30日、宝塚大劇場）
- 『葛の葉』『アデュウ一九四八年』（花・星合同）（1948年12月1日 - 12月23日、宝塚大劇場）
- 『ハムレット』『ブギウギ巴里』（花組）（1949年1月26日 - 2月16日、宝塚大劇場）
- 『ワンダフル・ハリディ』『想ひ出の薔薇』（花組）（1949年5月11日 - 5月30日、宝塚大劇場）
- 『カルメン』『懐しのアリゾナ』（花組）（1949年7月16日 - 8月8日、宝塚大劇場）
- 『雨月物語』『プリズム・パレード』（花組）（1949年11月1日 - 11月29日、宝塚大劇場）
- 『モナミ』『春のおどり』（花組）（1950年4月1日 - 4月30日、宝塚大劇場）
- 『ブルウ・イン・ザ・ナイト』『スヰングハイ・スヰングロウ』（雪組）（1950年11月1日 - 11月29日、宝塚大劇場）
- 『春のおどり』（月組）（1951年5月1日 - 5月30日、宝塚大劇場）

## 宝塚退団後
- 『バス・ストップ』 （1957年）
- 『王様と私』 （1965年）
- 『南太平洋』 （1966年）

『バス・ストップ』でシェリーを演じる越路吹雪。左は小林桂樹、右は木村功

- 『屋根の上のバイオリン弾き』 （1967年）
- 『サウンド・オブ・ミュージック』 （1968年）
- 『I DO! I DO!』（1969年）

### リサイタルなど
越路吹雪・出演歴　（日生劇場のみ） 
※括弧内回数は、昭和28年第1回リサイタルからの通算回数である
★レコード音源あり(結婚物語はスタジオ録音、S52年ロングリサイタルは地方公演先の宝塚大劇場での収録)
☆ビデオ映像あり
- 1965年（昭和40年）10月：「リサイタル」（第10回）★
- 1966年（昭和41年）4月：「リサイタル」（第11回）★
- 1966年（昭和41年）12月：「リサイタル」（第12回）
- 1968年（昭和43年）2月：「リサイタル」（第13回）★
- 1968年（昭和43年）7月：「ロングリサイタル」（第14回）★
- 1968年（昭和43年）10月：「リサイタル」（第15回）
- 1969年（昭和44年）1月：「ミュージカル結婚物語」（平幹二朗共演）★
- 1969年（昭和44年）5月：「ロングリサイタル」（第16回）★
- 1969年（昭和44年）7月：「さよならチャーリー」（小沢栄太郎共演）
- 1970年（昭和45年）1月：「リサイタル」（第17回）
- 1970年（昭和45年）5月：「ロングリサイタル」（第18回）★☆
- 1971年（昭和46年）1月：「結婚物語」再演（平幹二朗共演）
- 1971年（昭和46年）5月：「ロングリサイタル」（第19回）
- 1971年（昭和46年）11月：「ドラマチックリサイタル－愛の讃歌・エディットピアフの生涯」（劇団四季共演・第20回）
- 1972年（昭和47年）4月：「ドラマチックリサイタル－愛の讃歌・エディットピアフの生涯」再演（劇団四季共演・第21回・東京郵貯ホール）
- 1972年（昭和47年）6月：「ミュージカル『アプローズ』」（劇団四季）
- 1972年（昭和47年）9月：「ロングリサイタル」（第22回）★
- 1973年（昭和48年）2月：「アプローズ」再演（劇団四季）
- 1973年（昭和48年）5月：「ミュージカル『メイム』」（劇団四季）
- 1973年（昭和48年）9月：「ロングリサイタル」（第23回）★
- 1974年（昭和49年）3月：「ドラマチックリサイタル－愛の讃歌・エディットピアフの生涯」再演（劇団四季・第24回）★
- 1974年（昭和49年）6月：「ミュージカル『日曜はダメよ！』」（劇団四季）
- 1974年（昭和49年）9月：「ロングリサイタル」（第25回）★
- 1975年（昭和50年）3月：「ドラマチックリサイタル『恋の7章』」（第26回）（平野忠彦、細川俊之、浜畑賢吉、鹿賀丈史、寺田稔、菱谷紘二、井関一、水島弘）
- 1975年（昭和50年）6月：「日曜はダメよ！」再演（劇団四季）
- 1975年（昭和50年）9月：「ロングリサイタル」（第27回）★
- 1976年（昭和51年）3月：「シャンソンドラマチックリサイタル」（第28回）
- 1976年（昭和51年）6月：「アプローズ」再演（劇団四季）
- 1976年（昭和51年）9月：「ロングリサイタル」（第29回）★
- 1977年（昭和52年）3月：「結婚物語」再演（細川俊之共演）
- 1977年（昭和52年）9月：「ロングリサイタル」（第30回）★
- 1978年（昭和53年）3月：「ロングリサイタル巴里讃歌」（第31回）★
- 1978年（昭和53年）9月：「ロングリサイタル」（第32回）
- 1979年（昭和54年）3月：「ドラマチックリサイタル－愛の讃歌・エディットピアフの生涯」再演（劇団四季・第33回）
- 1979年（昭和54年）6月：「ミュージカル『リトルナイトミュージック』」（藤野節子、平野忠彦、斉藤昌子、久野綾希子、鹿賀丈史、市村正親、安田祥子、島田祐子）
- 1979年（昭和54年）9月：「ロングリサイタル」（第34回）★
- 1980年（昭和55年）3月：「スペシャルリサイタル」（劇団四季共演・第35回）★

### ディナーショー
日生劇場の春、秋のリサイタルと共に恒例だったのがディナーショーであった。ここではあくまで分かる限りの記録である。
- 新高輪プリンスホテル「飛天」 こけら落としディナーショー
- 帝国ホテル ディナーショー（1975年）
- 東京會舘 クリスマスディナーショー（1970年 - 1978年）
- パレスホテル ディナーショー（1978年）

### 映画
- 次郎長三国志（1950年、東宝）
- 結婚行進曲（1951年、東宝）
- 足にさわった女（1952年、東宝）
- 三等重役（1952年、東宝）
- プーサン（1953年、東宝）
- 恋化粧（1955年、東宝）
- へそくり社長（1956年、東宝）
- ぼんち（1960年、大映）
- ああ爆弾（1964年、東宝）
- 男嫌い (1964年、東宝)
- 大冒険（1965年、東宝）

### テレビ
前述の通り『ミュージックフェア』以外はほとんどテレビ出演しないことで有名だったが、年に数回は出演していた。ここでもあくまでも分かる限りの記録である。
- にっぽん製（1963年1月11日、NHK総合）
- 男嫌い（1963年 - 1964年、日本テレビ） - 高村綾子役
- 大河ドラマ（NHK総合）
  - 赤穂浪士（1964年） - 浮橋太夫役
- ミュージックフェア（フジテレビ） - 司会降板後
  - 1965年7月7日放送
  - 1966年12月12日放送
  - 1967年7月10日放送
  - 1967年12月25日放送
  - 1972年4月4日放送
  - 1973年1月2日放送
  - 1974年1月8日放送
  - 1976年5月18日放送
  - 1980年4月29日放送
- 第6回思い出のメロディー（1974年8月3日、NHK総合・ラジオ第1）
- ビッグショー（NHK総合）
  - 1976年3月21日放送
  - 1978年5月30日放送
- NHK紅白歌合戦（NHK総合・ラジオ第1） #NHK紅白歌合戦出場歴参照。

### ラジオドラマ
- 女神（1956年、文化放送） - 語り手

## NHK紅白歌合戦出場歴
| 年度/放送回               | 回 | 曲目                        | 出演順 | 対戦相手         | 備考         |
| ------------------------- | -- | --------------------------- | ------ | ---------------- | ------------ |
| 1952年（昭和27年）/第2回  | 初 | ビギン・ザ・ビギン          | 05/12  | 伊藤久男         | 代役緊急出場 |
| 1956年（昭和31年）/第7回  | 2  | 哀れなジャン                | 19/24  | 曾根史郎         |              |
| 1957年（昭和32年）/第8回  | 3  | 愛の涙                      | 23/25  | 灰田勝彦         |              |
| 1958年（昭和33年）/第9回  | 4  | マ・プティット・オンリー    | 10/25  | フランク永井     |              |
| 1959年（昭和34年）/第10回 | 5  | パリ・カナイユ              | 23/25  | 森繁久彌         |              |
| 1960年（昭和35年）/第11回 | 6  | うちへ帰るのが恐い          | 12/27  | フランク永井 (2) |              |
| 1961年（昭和36年）/第12回 | 7  | ラストダンスは私に          | 24/25  | フランキー堺     | トリ前       |
| 1962年（昭和37年）/第13回 | 8  | 新土佐節                    | 20/25  | 森繁久彌 (2)     |              |
| 1963年（昭和38年）/第14回 | 9  | ラストダンスは私に（2回目） | 16/25  | フランク永井 (3) |              |
| 1964年（昭和39年）/第15回 | 10 | サン・トワ・マミー          | 21/25  | 森繁久彌 (3)     |              |
| 1965年（昭和40年）/第16回 | 11 | 夜霧のしのび逢い            | 19/25  | 植木等           |              |
| 1966年（昭和41年）/第17回 | 12 | 夢の中に君がいる            | 17/25  | アイ・ジョージ   |              |
| 1967年（昭和42年）/第18回 | 13 | チャンスが欲しいの          | 08/23  | 村田英雄         |              |
| 1968年（昭和43年）/第19回 | 14 | イカルスの星                | 20/23  | バーブ佐竹       |              |
| 1969年（昭和44年）/第20回 | 15 | 愛の讃歌                    | 05/23  | 春日八郎         |              |

(注意点)
- 対戦相手の歌手名の( )内の数字は、その歌手との対戦回数、備考のトリ等の次にある( )はトリ等を務めた回数を表す。
- 曲名の後の(○回目)は、紅白で披露された回数を表す。
- 出演順は「(出演順) / (出場者数)」で表す

## 演じた俳優

### 舞台
- 舞台「越路吹雪物語」
  - 主演 池畑慎之介
- 舞台「ラストダンス〜the musical　越路吹雪〜」
  - 主演 瀬奈じゅん

### テレビドラマ
- 「愛の讃歌 越路吹雪の青春」（TBS、1983年5月11・18日）
  - 主演 大地真央
- 「女優時代」（1988年10月13日、よみうりテレビ）
  - 河野美保子役：相楽晴子
- 1990年NHKドラマスペシャル「ごめんねコーちゃん」（1990年9月24日、NHK総合）[24]
  - 幸和希
- 『女の一代記』シリーズ　第2夜「越路吹雪・愛の生涯~この命燃えつきるまで私は歌う」（2005年11月25日、フジテレビ）
  - 天海祐希（22歳 - 56歳）・新垣結衣（15歳当時）
  - 岩谷時子の逝去により、追悼番組として 2013年11月4日にドラマチックα枠で急遽再放送された。
- 歴史秘話ヒストリア　「歌え！友情の『愛の讃歌』〜異色の宝塚スター 越路吹雪と岩谷時子〜」（2012年4月4日、NHK総合）
  - 笹本玲奈
- 帯ドラマ劇場・越路吹雪物語（2018年1月8日 - 3月30日、テレビ朝日）[25]
  - 大地真央（絶頂期）・瀧本美織（青年期）・岩淵心咲（少女期）